# Olšava (vattendrag i Tjeckien)
Olšava är ett vattendrag i Tjeckien.   Det ligger i regionen Zlín, i den östra delen av landet, 250 km sydost om huvudstaden Prag.